# Veniamín Kàgan
Veniamín Fiódorovitx Kàgan va ser un matemàtic rus d'ètnia jueva.
Malgrat haver nascut a Šiauliai (actualment a Lituània) la família es va traslladar a Dniprò degut a certes dificultats financeres, quan només tenia dos anys. El 1887 va ingressar a la universitat de Novorossiïsk, de la qual va ser expulsat dos anys més tard per participar en aldarulls estudiantils. Malgrat les dificultats d'estudiar de forma independent, el 1892 es va examinar a la universitat de Kíiv, obtenint la graduació. Els anys següents va estudiar a Sant Petersburg on va conèixer Andrei Màrkov i Aleksandr Korkin.
El 1897 va ser nomenat professor de la universitat d'Odessa on va romandre fins al 1923 en que va ser nomenat catedràtic de geometria diferencial de la universitat de Moscou. També va ser director de l'editorial Mathesis, especialitzada en la publicació de texts matemàtics, i en la que va tenir un paper important fent de divulgador de la ciència. També va ser invitat a col·laborar en la Gran Enciclopèdia Soviètica.
Kagan es va especialitzar en geometria, tan hiperbòlica com riemmaniana, i en la teoria de tensors. Kagan va publicar una biografia de Lobatxevski i va editar les seves obres completes en cinc volums entre 1946 i 1951.